# نصير (اسم)
نصير هو اسم علم مذكر من أصل عربي، ومعناه هو صيغة مبالغة من ناصر، المساعد المعين المناصر المؤيد.

## شخصيات تحمل الاسم
- نصير الجادرجي (سياسي عراقي، 12 أغسطس 1933 – )
- نصير الدين الطوسي (1201[3][4] – 1274[3][4])
- نصير الدين همايون (ثاني سلاطين دولة المغول الهندية، 6 مارس 1508 – 27 يناير 1556)
- نصير العيساوي (سياسي، 27 يناير 1975 – )
- نصير إسماعيل (عداء مالديفي، 10 يوليو 1975 – )
- نصير شمه (موسيقي عراقي، 1963 – )
- نصير عاروري (7 يناير 1934 – 10 فبراير 2015)
- نصير علي (1982 – )
- نصير مزراوي (14 نوفمبر 1997[5] – )
- نصير ياسين

## وصلات خارجية
- موسوعة السلطان قابوس لأسماء العرب